# Hilma Caldeira
Hilma Aparecida Caldeira (Diamantina, 5 de janeiro de 1972) é uma ex-jogadora de voleibol brasileira.

## Carreira
A história esportiva de Hilma começou com uma carta. Em sua terra natal Diamantina, Hilma sonhava jogar no Minas Tênis Clube, de Belo Horizonte. Determinada, ela correu atrás de seu sonho e, em 1987, enviou uma carta ao presidente do clube, Urbano Santiago, pedindo uma chance para treinar no Minas. Caso isso não fosse possível, se realizaria com uma camisa autografada pelos jogadores do Fiat/Minas, campeões brasileiros na época.
Sensibilizado, o presidente mandou buscá-la para um teste. Hilma, com 15 anos de idade, foi aprovada e, a partir daí sua carreira decolou. Um ano após ter chegado ao clube, Hilma já integrava o time adulto. Em 1989, foi campeã mundial juvenil com a Seleção Brasileira, no Peru e considerada melhor jogadora do mundial infanto-juvenil, realizado em Curitiba. Era o início de uma série de conquistas em grandes clubes brasileiros e europeus e na Seleção Nacional.

## Clubes
| Clube                    | País    | De   | Até  |
| Minas Tênis Clube        | Brasil  | 1987 | 1989 |
| L'Acqua di Fiori/Minas   | Brasil  | 1989 | 1995 |
| BCN/Osasco               | Brasil  | 1995 | 1997 |
| MRV-Suggar/Minas         | Brasil  | 1997 | 1998 |
| Foppaapedretti Bergamo   | Itália  | 1998 | 1999 |
| Vakifbank Istanbul       | Turquia | 1999 | 2000 |
| Johnson Matthey Spezzano | Itália  | 2000 | 2001 |
| Vakifbank Gunes Sigorta  | Turquia | 2001 | 2002 |